# Aberdeen (Australie)
Pour les articles homonymes, voir Aberdeen (homonymie).
Aberdeen est une petite ville australienne située dans le comté du Haut-Hunter en Nouvelle-Galles du Sud.

## Géographie
Aberdeen s'étend sur 43,155 km2 dans la haute vallée de l'Hunter, à 12 km au nord de Muswellbrook et à 240 km au nord de Sydney. La ville est traversée par la New England Highway. 

## Histoire
En 1828, Thomas Potter McQueen reçoit 10 000 acres et donne au domaine le nom de George Hamilton-Gordon, 4e comte d'Aberdeen. En 1837, il fait construire Segenhoe Inn, nommé d'après Segenhoe Manor, dans le Bedfordshire, où il est né en 1791. 
L'économie du village a longtemps reposé sur des abattoirs qui ont été fermés en 1999.

## Démographie
La population s'élevait à 1 837 habitants en 2011 et à 1 894 habitants en 2016.